# Ławeczka Mikołaja Kopernika we Fromborku
Ławeczka Mikołaja Kopernika – ławka pomnikowa zlokalizowana na środku Rynku we Fromborku (województwo warmińsko-mazurskie).

## Charakterystyka
Mikołaj Kopernik związany był z Fromborkiem przez około trzydzieści lat. Ławkę z brązu odsłonięto w 2015, podczas rewitalizacji Rynku, w której ramach plac ten został m.in. wyłożony kostką granitową z wkomponowanymi pasami nawiązującymi do orbit planet Układu Słonecznego (rolę planet pełnią ławki, przy czym Kopernik jest umieszczony na trzeciej z nich symbolizującej Ziemię). Postać twarzą zwrócona jest w stronę Wzgórza Katedralnego i katedry. Pomnikowi towarzyszy fontanna, zieleń i mała architektura.
U stóp pomnika umieszczono tablicę z danymi astronoma oraz cytatem z pierwszej księgi jego dzieła De revolutionibus orbium coelestium: spośród licznych i różnorodnych sztuk i nauk, budzących w nas zamiłowanie i będących dla umysłów ludzkich pokarmem, tym - według mego zdania - przede wszystkim poświęcić się należy i te z największym uprawiać zapałem, które obracają się w kręgu rzeczy najpiękniejszych i najbardziej godnych poznania. (...) A cóż piękniejszego nad niebo, które przecież ogarnia wszystko, co piękne?